# 贝氏拟态
贝氏拟态（英語：Batesian mimicry）是拟态的一种，该拟态使得一些无害的物种演化出类似另外一些有毒有害物种的外表，以此来躲避天敌。该拟态由研究巴西雨林蝴蝶的英国自然学家亨利·沃尔特·贝兹命名。
贝氏拟态是最为常见、研究最为广泛的拟态方式，甚至人们有时用“拟态”一词本身来指代贝氏拟态，但其实拟态的方式还有许多种类。贝氏拟态经常被拿来和穆氏拟态作对比，但后者是指多个不同的有害物种逐渐变得越来越相似的拟态过程。然而，拟态本身就有着某种程度上的保护功能，导致二者的区分度并没有那么明显。此外，人们有时也拿贝氏拟态和其他不同功能的拟态作对比，其中反差最大的当属攻击拟态了，捕食方或者寄生方会拟态成一个无害的物种，以防被感知到，也可以提高觅食的成功率。